# Uncshon
Uncshon (hangul: 은천군, Uncshon-kun, handzsa: 銀泉郡, RR: Ŭnch'ŏn-kun, ’ezüstforrás’) megye Észak-Koreában, Dél-Hvanghe (Hwanghae) tartományban. 1952-ben hozták létre Anak egyes részeiből és emelték megyei rangra.

## Földrajza
Délről Anak, nyugatról Ulljul (Ŭnryul), északról a Tedong (Taedong), és annak túlpartján Nampho (Namp'o), keletről a Cserjong (Chaeryŏng), és annak túlpartján az Észak-Hvanghe (Hwanghae) tartománybeli Hvangdzsu (Hwangju) határolja.
Legmagasabb pontja a 615 méter magas Szambong (삼봉; 三峯, Sambong).

## Közigazgatása
1 községből (up (ŭp)), 22 faluból (ri (ri)) áll:
| - Uncshon-up (은천읍; 銀泉邑, Ŭnch'ŏn-ŭp) - Namszan-ri (남산리; 南山里, Namsan-ri) - Namhe-ri (남해리; 南海里, Namhae-ri) - Togjang-ri (덕양리; 德陽里, Tŏgyang-ri) - Tokcshon-ri (덕천리; 德泉里, Tŏkch'ŏn-ri) - Tongcshang-ri (동창리; 東倉里, Tongch'ang-ri) - Rangdam-ri (량담리; 兩潭里, Rangdam-ri) - Madu-ri (마두리; 馬頭里, Madu-ri) - Mehva-ri (매화리; 玫花里, Maehwa-ri) - Poktu-ri (복두리; 卜頭里, Poktu-ri) - Szamszan-ri (삼산리; 三山里, Samsan-ri) - Szongbong-ri (송봉리; 松峯里, Songbong-ri) | - Sincshang-ri (신창리; 新倉里, Sinch'ang-ri) - An-ri (안리; 安里, An-ri) - Jangdzsi-ri (양지리; 陽地里, Yangji-ri) - Unhje-ri (은혜리; 恩惠里, Ŭnhye-ri) - Csongdong-ri (정동리; 貞洞里, Chŏngdong-ri) - Csedo-ri (제도리; 猪島里, Chedo-ri) - Cshongde-ri (청대리; 靑代里, Ch'ŏngdae-ri) - Cshogjo-ri (초교리; 草郊里, Ch'ogyo-ri) - Cshodzsong-ri (초정리; 椒井里, Ch'ojŏng-ri) - Hagvol-ri (학월리; 鶴月里, Hagwŏl-ri) - Hakcshon-ri (학천리; 鶴泉里, Hakch'ŏn-ri) |

## Gazdaság
Uncshon (Ŭnch'ŏn) megye gazdasága gabonatermesztésre, azon belül rizs- és kukoricatermesztésre, illetve állattenyésztésre épül.

## Oktatás
Uncshon (Ŭnch'ŏn) megye, 22 általános és 22 középiskolának ad otthont.

## Egészségügy
A megye számos egészségügyi intézménnyel rendelkezik, köztük 1 megyei és kb. 20 helyi kórházzal.

## Közlekedés
A megye közutakon a szomszédos helységek felől közelíthető meg. A megye vasúti kapcsolatokkal nem rendelkezik.